# Bruce Lockhart

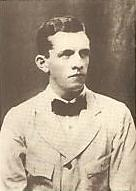
R. H. Bruce Lockhart i Malaysia 1909.

Robert Bruce Lockhart, född 2 september 1887 i Anstruther, Fife, Skottland, död 27 februari 1970 i Hove, East Sussex, England, var en brittisk diplomat och författare.

## Biografi
Lockhart var generalkonsul i Moskva 1915–1917 men lämnade landet strax före bolsjevikernas revolution. Han återvände i början av 1918 på uppdrag av premiärminister Lloyd George som sändebud till Sovjetregeringen i ett försök att motverka tyskt inflytande. Han arbetade också för den brittiska underrättelsetjänsten för att skapa ett nätverk av agenter i Ryssland.
Anklagad för att konspirera mot den bolsjevikiska regimen fängslades han men blev utväxlad mot den ryske diplomaten Maksim Litvinov samma år.
Åren 1929–1937 var han tidningsman och under andra världskriget chef för den brittiska utlandspropagandan. Han var också under en tid den brittiske sambandsmannen i förhållande till den tjeckoslovakiska regeringen i exil under president Edvard Beneš. Efter kriget återupptog han sin författarkarriär och blev under en längre tid redaktör för dagstidningen Evening Standards skvallerspalt Londoner’s Diary.